# John Taylor (pilota automobilistico)
John Malcolm Taylor (Anstrey presso Leicester, 23 marzo 1933 – Coblenza, 8 settembre 1966) è stato un pilota automobilistico britannico.
Ha partecipato a 5 Gran Premi di Formula 1. Alla partenza del Gran Premio di Germania 1966 la sua Brabham BT11 entrò in collisione con la Matra MS5 di Jacky Ickx nel primo giro della gara. Emerse dalla vettura gravemente ustionato e morì per le sue ferite quattro settimane dopo.
Taylor è stato sepolto nel cimitero di Union Church, a Desoto, nella Contea di Delaware (Indiana).

## Risultati in Formula 1
| 1964 | Scuderia          | Vettura    |  |  |  |  |    |  |  |  |  |  |  | Punti | Pos. |
| ---- | ----------------- | ---------- |  |  |  |  | -- |  |  |  |  |  |  | ----- | ---- |
| 1964 | Bob Gerard Racing | Cooper T73 |  |  |  |  | 14 |  |  |  |  |  |  | 0     |      |

| 1966 | Scuderia      | Vettura      |  |  |   |   |   |     |  |  |  |  |  | Punti | Pos. |
| ---- | ------------- | ------------ |  |  | - | - | - | --- |  |  |  |  |  | ----- | ---- |
| 1966 | David Bridges | Brabham BT11 |  |  | 6 | 8 | 8 | Rit |  |  |  |  |  | 1     | 20º  |

| Legenda | 1º posto     | 2º posto | 3º posto    | A punti         | Senza punti/Non class.  | Grassetto – Pole position Corsivo – Giro più veloce |
| Legenda | Squalificato | Ritirato | Non partito | Non qualificato | Solo prove/Terzo pilota | Grassetto – Pole position Corsivo – Giro più veloce |